# Доролц (комуна)
Доролц (рум. Dorolț) — комуна у повіті Сату-Маре в Румунії. До складу комуни входять такі села (дані про населення за 2002 рік):
- Атя (368 осіб)
- Дара (1190 осіб)
- Доролц (1568 осіб) — адміністративний центр комуни
- Петя (365 осіб)

Комуна розташована на відстані 455 км на північний захід від Бухареста, 7 км на північний захід від Сату-Маре, 132 км на північний захід від Клуж-Напоки.

## Населення
За даними перепису населення 2002 року у комуні проживала 3491 особа.
Національний склад населення комуни:
| Національність | Кількість осіб | Відсоток |
| -------------- | -------------- | -------- |
| угорці         | 2866           | 82,1%    |
| цигани         | 446            | 12,8%    |
| румуни         | 178            | 5,1%     |
| німці          | 1              | < 0,1%   |

Рідною мовою назвали:
| Мова      | Кількість осіб | Відсоток |
| --------- | -------------- | -------- |
| угорська  | 3325           | 95,2%    |
| румунська | 137            | 3,9%     |
| циганська | 29             | 0,8%     |

Склад населення комуни за віросповіданням:
| Релігія            | Кількість осіб | Відсоток |
| ------------------ | -------------- | -------- |
| реформати          | 1844           | 52,8%    |
| римо-католики      | 1162           | 33,3%    |
| греко-католики     | 337            | 9,7%     |
| православні        | 108            | 3,1%     |
| п'ятдесятники      | 3              | 0,1%     |
| унітарії           | 2              | 0,1%     |
| не вказали релігію | 6              | 0,2%     |